# Махтра
Ма́хтра (эст. Mahtra) — деревня в волости Рапла уезда Рапламаа, Эстония. 
До административной реформы местных самоуправлений Эстонии 2017 года входила в состав волости Юуру.

## География и описание
Расположена в 16 километрах к северо-востоку от уездного и волостного центра — города Рапла. Высота над уровнем моря — 73 метра.
Деревня находится на территории природоохранной зоны Махтра. Недалеко от бывшей мызы растёт охраняемая государством берёзовая роща Валгемара (1,3 га), недалеко от деревни протекает  родник Эрде.
Климат умеренный. Официальный язык — эстонский. Почтовый индекс — 79653.

## Население
По данным переписи населения 2021 года, в Махтра насчитывалось 73 жителя, из них 72 (98,6 %) — эстонцы.
По данным переписи населения 2011 года, в деревне проживали 94 человека, из них 93 (98,9 %) — эстонцы.
Численность населения деревни Махтра по данным переписей населения:
| Год  | 1959 | 1970 | 1979  | 1989 | 2000 | 2011 | 2021 |
| ---- | ---- | ---- | ----- | ---- | ---- | ---- | ---- |
| Чел. | 47   | ↘ 40 | ↗ 116 | ↘ 91 | ↘ 88 | ↗ 94 | ↘ 73 |

## История
Первое упоминание о Махтра имеется в Датской поземельной книге 1241 года (деревня Mataros). В 1417 году упоминается Machtris, в 1586 году — нем. Machtris.  

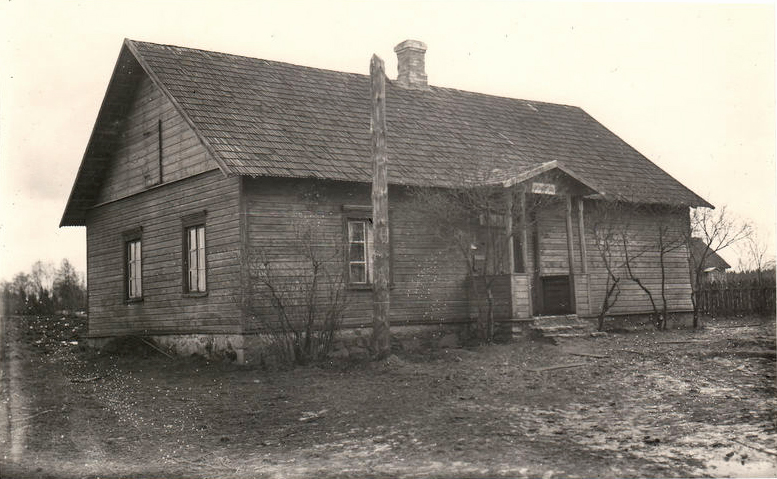
Школа в Махтра, 1920 год

В 1468–1480 годы была основана мыза Махтра, а деревня исчезла ко второй половине XVII века. После земельной реформы 1919 года на бывших мызных землях сформировалось поселение Махтра, в 1977 году получившее официальный статус деревни. 
В центре бывшей мызы и её окрестностях находятся места и знаки, связанные с крестьянской войной в Махтра 1858 года, в том числе посвящённый этой войне монумент.
В 1977 году с Махтра были объединены деревни Махтра-Метскюла (эст. Mahtra-Metsküla, также Вяйкемыйза (эст. Väikemõisa), Махтра-Саунакюла (эст. Mahtra-Saunaküla) и Махтра-Сууркюла (эст. Mahtra-Suurküla). Историческим названием последней было является Oola (в 1241 году упоминается как Oal, в 1344 году Ohale, в 1488 году — Hoal); это название использовалось до начала XIX века, иногда с дополнением: Махтра-Оола (эст. Mahtra-Oola), чтобы не путать с деревней Майдла-Оола (эст. Maidla-Oola).
В деревне действует Махтраское образовательное общество.
С 2017 года в деревне, на хуторе Вяльяотса, работает семейная перепелиная ферма.

## Комментарии
1. ↑  Эстонские топонимы, оканчивающиеся на -а, не склоняются и не имеют женского рода (исключение — Нарва)[7].